# Wiener Straße
De Wiener Straße (B1) is een Bundesstraße in de Oostenrijkse deelstaten Opper-Oostenrijk, Neder-Oostenrijk en Salzburg.
De B1 begint in Wenen en loopt door de steden Sankt Pölten, Melk, Amstetten, Linz en Wels naar Salzburg. De B1 is 325,9 kilometer lang.

## Routebeschrijving

### Wenen
De B1 begint in de stad Wenen op een kruising met de B227. De weg loopt in zuidwestelijke richting door de stad en kruist B221 als de B224,  en bij afrit Wien-Auhof de A1.

### Wenen tot Sankt Pölten
Vervolgens kruist de B1 de B223 en loopt verder door Purkersdorf, kruist de B44. De weg loopt door Gablitz. De B1 kruist de B213, komt door Sieghartskirchen. Dan sluit op een rotonde de B119 sluit, waarna de twee samenlopen tot een volgende rotonde waar de B119 weer afsplitst. Verderop sluit de B43 loopt door Kapelln en kruist bij  afrit Sankt Pölten-Nord de S33.

### Sankt Pölten tot Ybbs
De B1 loopt vanuit het noordoosten de stad Sankt Pölten in. In de stad sluit zowel de B1a als de B20 aan. De B1 loopt door Gerersdorf, Prinzersdorf. Dan komt de weg door Haunoldstein en Loosdorf en vormt de rondweg van Melk waar ze de B3a kruist en de B33 aansluit. Ten westen van Melk sluit de B215 aan. Verder naar het westen kruist de B1 de B209.

### Ybbs tot Linz
De B1 loopt door het uiterste zuiden van de stad Ybbs an der Donau, kruist zowel de B25 als de rivier de Ybbs, en krijgt een aansluiting met de B119. Samen lopen ze door Erlauf. In Erlauf kruist de B1 vervolgens de B25, en komt door Neumarkt an der Ybbs. De B1 kruist bij afrit Amstetten-Ost de A1 en loopt door Blindenmarkt naar Amstetten waar ze een aansluiting kent van de B121. In Amstetten sluit ook de B119 aan, waarmee een samenloop is. Op een rotonde waar de B119a en de afrit Erlauf van de A1 aansluiten eindigt de samenloop met de B119. De B1 loopt verder door Oed-Öhling,  Strengberg, waar de B42 en westelijker ook de B123a aansluit. De B1 loopt door Ennsdorf, kruist de B123, komt door Asten, Enns en komt in Linz.

### Linz tot de Duitse grens
In Linz sluit de B1b aan en kruist bij afrit Salzburger Straße de A7. De weg loopt door Traun. De weg kruist de 139, loopt door Hörsching en passeert de Flughafen Linz. Westelijker kruist de B1 de B133, en komt door Marchtrenk. Daarna kruist de B1 bij afrit Wels-Ost de A25 en komt in de stad Wels hier sluit  zowel de B137 als de B138 aan. De weg kruist bij afrit Wels-West de A8. Dan loopt de weg door Gunskirchen en Lambach waar de B144 aansluit. De B1 loopt verder door Schwanenstadt waar de 135 aansluit en  door Attnang-Puchheim. De B1 loopt door Vöcklabruck waar zowel de B143 als de B145 aansluit. De weg loopt verder naar het westen en kruist de B151. Daarna loopt de weg door  Frankenmarkten door de dorpen Pöndorf en Straßwalchen. Dan sluit de B154 aan en kruist de 
B1 de B147 en komt door Eugendorf. De weg kruist de A1 en komt in de stad Salzburg hier sluit de B158 aan De weg kent een samenloop met de B150. De B1 kent de aansluiting van de B155, loopt door de 360 meter lange tunnel Flughafen onder de start-/landingbaan van de Airport W. A. Mozart door. De weg loopt verder naar het westen kruist bij afrit Salzburg-West de A1 en loopt dan door Wals-Siezenheim naar de Duitse grens waar ze overgaat in de B21 naar Bad Reichenhall.
B1 · 
B2 · 
B3 · 
B4 · 
B5 · 
B6 · 
B7 · 
B8 · 
B9 · 
B10 · 
B11 · 
B12 · 
B13 · 
B14 · 
B15 · 
B16 · 
B17 · 
B18 · 
B19 · 
B20 ·  
B21 · 
B22 · 
B23 · 
B24 · 
B25 · 
B26 · 
B27 · 
B28 · 
B29 · 
B30 · 
B31 · 
B32 · 
B33 · 
B34 · 
B35 · 
B36 · 
B37 · 
B38 · 
B39 · 
B40 · 
B41 · 
B42 · 
B43 · 
B44 · 
B45 · 
B46 · 
B47 · 
B48 · 
B49 · 
B50 · 
B51 · 
B52 · 
B53 · 
B54 · 
B55 · 
B56 · 
B57 · 
B58 · 
B59 · 
B60 · 
B61 · 
B62 · 
B63 · 
B64 · 
B65 · 
B66 · 
B67 · 
B68 · 
B69 · 
B70 · 
B71 · 
B72 · 
B73 · 
B74 · 
B75 · 
B76 · 
B77 · 
B78 · 
B79 · 
B80 · 
B81 · 
B82 · 
B83 · 
B84 · 
B85 · 
B86 · 
B87 · 
B88 · 
B89 · 
B90 · 
B91 · 
B92 · 
B93 · 
B94 · 
B95 · 
B96 · 
B97 · 
B98 · 
B99 · 
B100 · 
B105 · 
B106 · 
B107 · 
B108 · 
B109 · 
B110 · 
B111 · 
B113 · 
B114 · 
B115 · 
B116 · 
B117 · 
B119 · 
B120 · 
B121 · 
B122 · 
B123 · 
B124 · 
B125 · 
B126 · 
B127 · 
B129 · 
B130 · 
B131 · 
B132 · 
B133 · 
B134 · 
B135 · 
B136 · 
B137 · 
B138 · 
B139 · 
B140 · 
B141 · 
B142 · 
B143 · 
B144 · 
B145 · 
B146 · 
B147 · 
B148 · 
B149 · 
B150 · 
B151 · 
B152 · 
B153 · 
B154 · 
B155 · 
B156 · 
B158 · 
B159 · 
B160 · 
B161 · 
B162 · 
B163 · 
B164 · 
B165 · 
B166 · 
B167 · 
B168 · 
B169 · 
B170 · 
B171 · 
B172 · 
B173 · 
B174 · 
B175 · 
B176 · 
B177 · 
B178 · 
B179 · 
B180 · 
B181 · 
B182 · 
B183 · 
B184 · 
B185 · 
B186 · 
B187 · 
B188 · 
B189 · 
B190 · 
B191 · 
B192 · 
B193 · 
B197 · 
B198 · 
B199 · 
B200 · 
B201 · 
B202 · 
B203 · 
B204 · 
B205 · 
B209 · 
B210 · 
B211 · 
B212 · 
B213 · 
B214 · 
B215 · 
B216 · 
B217 · 
B218 · 
B219 · 
B220 · 
B221 · 
B222 · 
B223 · 
B224 · 
B225 · 
B226 · 
B227 · 
B228 · 
B229 · 
B230 · 
B303 · 
B305 · 
B309 · 
B310 · 
B311 · 
B316 · 
B317 · 
B319 · 
B320